# 維多利亞 (格林納達)
維多利亞是格林納達的城市之一，同時也是聖馬克區的首府，位於該島西海岸，在古亞夫和Nonpareil之間，海拔高度155米，2013年人口2,256。
維多利亞是聖馬克區的活動中心。
1. ↑  . Falling Rain.   [2018-07-31]. （原始内容存档于2018-07-31）.